# Zilog Z180
Zilog Z180 – 8-bitowy mikroprocesor produkowany przez firmę ZiLOG, następca popularnego Zilog Z80 i z nim całkowicie kompatybilny. Z180 miał wiele wbudowanych funkcji układów peryferyjnych, takich jak sterownik przerwań, podwójny sterownik DMA, układ czasowo-licznikowy, dwa asynchroniczne czu jeden synchroniczny port szeregowy. Zawarty układ MMU mógł adresować do 1 MB pamięci. W porównaniu z Z80 otrzymał kilka dodatkowych instrukcji, mógł także pracować w trybie kompatybilnym z Hitachi 64180.